# Новоблаговещенка (деревня)
Новоблагове́щенка (баш. Яңы Благовещенка) — деревня в Благовещенском районе Башкортостана России. Входит в состав Новонадеждинского сельсовета.

## История
Благовещенский починок
Данный населенный пункт был образован в 1901 на земле, купленной у Дашкова при содействии Крестьянского поземельного банка. В образовании починка участвовали как жители Благовещенской волости, так и переселенцы из Вятской губернии. В момент образования насчитывалось 44 двора и 243 человека. Через 9 лет в починке появилась земская одноклассная школа. Сельского общества образовано не было. Среди крестьян починка были Шалагины. Шумихины, Шевкуновы, Шаровы, Михайловы, Усковы, Переваловы, Казаковы, Новиковы, Новиковы, Бабины, Бабушкины, Блиновы, Смирновы, Перминовы и другие. 
К 1917 году в школе починка учительствовала Е.М. Хорошева. 
В 1917 году насчитывалось 54 домохозяйства и 330 человек, включая посторонних и беженцев. 
В советское время починок стал деревней под названием Новоблаговещенка.
1930-1954 гг. Новоблаговещенка относилась  к Трошкинскому сельсовету. Во время коллективизации деревня вошла в колхоз "Пролетарка" , в середине XX века - в колхоз имени Свердлова. В 1957 - 1965 гг. деревня входила в состав совхоза "Степановский", затем в совхоз "Надеждинский". В наше время деревня относится к Новонадеждинскому сельсовету, фактически превратилась в небольшой дачный поселок.

## Население
| 2002 | 2009 | 2010 |
| ---- | ---- | ---- |
| 9    | ↘2   | ↗5   |

Согласно переписи 2002 года, преобладающая национальность — русские (100 %).
В 1939 году в деревне проживало 261 человек, 1959 - 119, в 1969 - 106, в 1989 - 9.

## Географическое положение
Расстояние до:
- районного центра (Благовещенск): 19 км,
- центра сельсовета (Новонадеждино): 10 км,
- ближайшей ж/д станции (Загородная): 32 км.